# Le Bosc du Theil
Le Bosc du Theil ist eine französische Gemeinde mit 1.314 Einwohnern (Stand 1. Januar 2022) im Département Eure in der Region Normandie. Sie gehört zum Arrondissement Bernay sowie zum Kanton Le Neubourg und ist Mitglied im Gemeindeverband Roumois Seine. 

## Geografie
Le Bosc du Theil liegt etwa 30 Kilometer südwestlich von Rouen. Umgeben wird Le Bosc du Theil von den Nachbargemeinden Les Monts du Roumois im Norden, La Haye-du-Theil im Osten und Nordosten, Saint-Meslin-du-Bosc im Osten, La Pyle und Le Troncq im Südosten, Épégard im Süden, La Neuville-du-Bosc im Westen und Südwesten, Saint-Paul-de-Fourques im Westen sowie Saint-Éloi-de-Fourques im Nordwesten.

## Geschichte
Zum 1. Januar 2016 wurden die bis dahin eigenständigen Kommunen Le Gros-Theil und Saint-Nicolas-du-Bosc zur neuen Gemeinde (commune nouvelle) Le Bosc du Theil zusammengeschlossen. Der Sitz dieser neu geschaffenen Gebietskörperschaft befindet sich im Ortsteil Le Gros-Theil. 

## Gliederung
| Ortsteil                          | ehemaliger INSEE-Code | Fläche (km²) | Einwohnerzahl (2019) |
| --------------------------------- | --------------------- | ------------ | -------------------- |
| Le Gros-Theil (Verwaltungssitz)00 | 27302                 | 10,87        | 1008                 |
| Saint-Nicolas-du-Bosc             | 27574                 | 09,24        | 0297                 |

## Sehenswürdigkeiten

### Le Gros-Theil
- Kirche Saint-Georges aus dem 15. Jahrhundert

### Saint-Nicolas-du-Bosc
- Kirche Saint-Nicolas

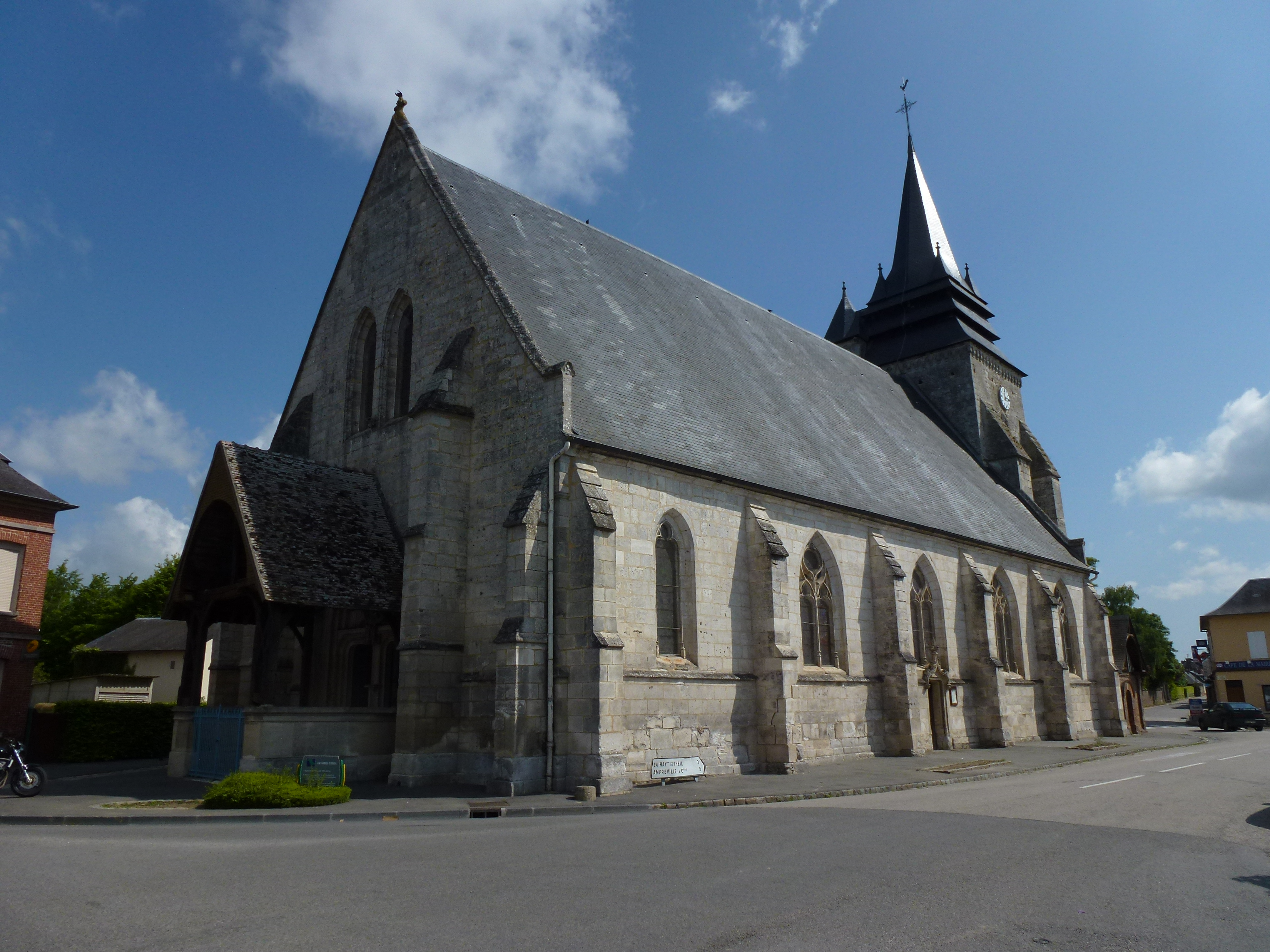
Kirche Saint-Georges
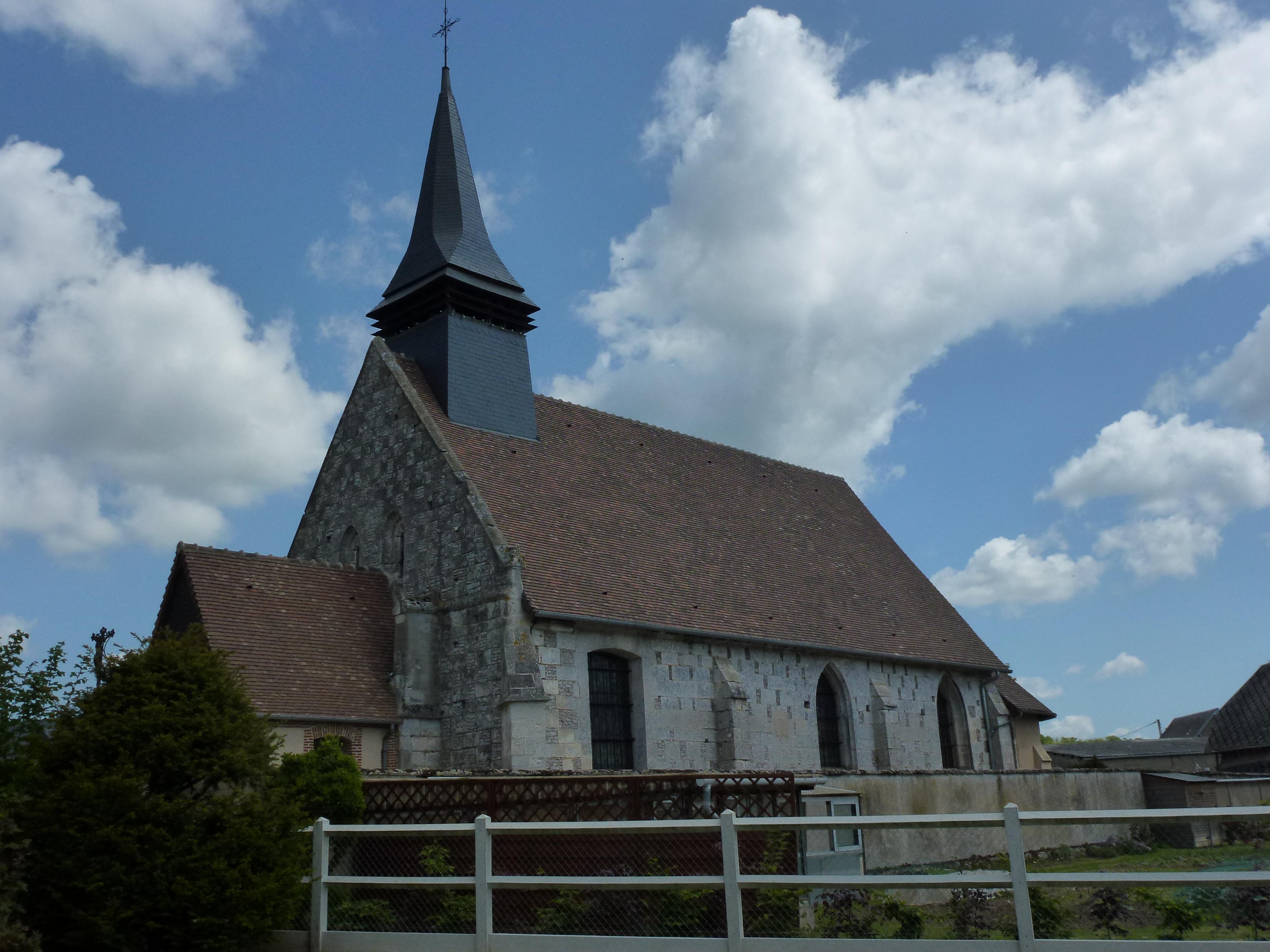
Kirche Saint-Nicolas

## Persönlichkeiten
- Gaston Lenôtre (1920–2009), Konditor, in Saint-Nicolas-du-Bosc geboren